# Szegedi Nemzeti Színház
A Szegedi Nemzeti Színház 1883-ban épült a bécsi Ferdinand Fellner és Hermann Helmer cége által eklektikus, neobarokk stílusban. 1883. október 14-én nyitották meg, 1885-ben leégett, de 1886-ban kisebb változtatásokkal helyreállították. Mai nevébe a Nemzeti jelzőt 1945-ben kapta, Magyarországon harmadikként.

## Az épület története

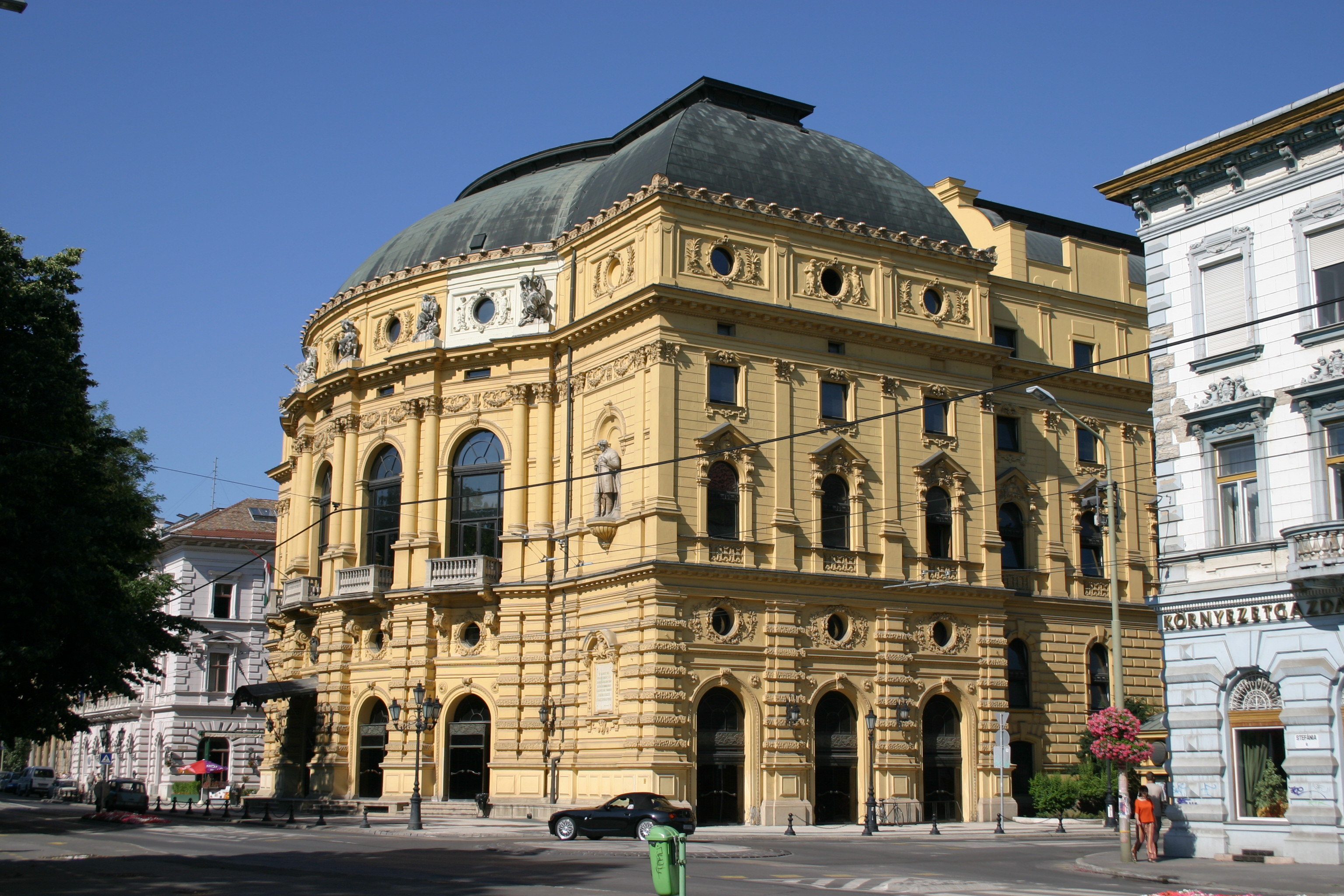
A Szegedi Nemzeti Színház

### Tervezése, építése
Neves építészek alkotása a Szegedi Nemzeti Színház, számos színházat tervezett a Fellner & Helmer cég Európa-szerte, a monarchia területén is, köztük a pesti Népszínházat (1872–1875) (ez utóbbit 1966-ban bontották le a Blaha Lujza téren mint Nemzeti Színházat), a pesti Vígszínházat (1895–1896), a fiumei (1883), pozsonyi (1886), tatai (1889), a kecskeméti (1896), a nagyváradi (1895–1899), zágrábi (1895–1898), nyitrai (1901 után), győri (1903 után), a kolozsvári (1904-1906) színházakat, épületeik stílusa a bécsi barokk formavilágát idézi. Megrendelésre más stílusban is dolgoztak, jó példa erre éppen a szegedi Holzer-ház (1882), amelyet ónémet stílusban terveztek.
Az 1879-es szegedi nagy árvíz után rövid idő alatt újjáépült Szeged. A 19. század utolsó évtizedeiben gyarapodásnak indult Szeged lakossága, alkalmas volt az idő egy állandó vidéki színház építésére, országosan is az 1870–1880-as években már szerveződtek a vidéki vándor színészközösségek, s mint fent is jeleztük, egész Európában épültek vidéki nagy városokban színházak. Szegeden a lebontott vár helyén a Bástya, a Vörösmarty, a Deák Ferenc és a Wesselényi utca által határolt telket jelölték ki a színház számára. Az új színházépület terveit a köztörvényhatósági bizottság 1881 júliusában egyhangúlag elfogadta. A legolcsóbb ajánlatot tévő Jiraszek Nándor és Krausz Lipót cégére bízták a megvalósítást. A szegedi színháznak használt díszleteket vásároltak az éppen leégett bécsi Ringszínháztól.
A városi vezetők közt vita folyt arról, hogy a tűzjelző az új színház tetején legyen-e vagy a megmagasított városháza épülő tornyának tetején. Most az utókornak ebből az a haszna, hogy megbíztak egy korabeli fényképészt, Letztert, hogy különböző magas pontokról fényképezze le a várost. Neki köszönhetjük, hogy a szegedi első színházról is van fénykép.
1883 szeptemberében elkészült a színház külső része. A színház belső munkáival is haladtak közben, helybeli kárpitosmesterek, Steifmann és Léderer Mihály vállalkozók végezték a kárpitos munkákat. A színház mennyezetének freskóit (Múzsa, Tragédia, Tánc és Zene) Mannheimer Gusztáv festette.
Korabeli tudósítások szerint a Szegedi Nemzeti Színház kívül kékes hamuszínt kapott, belül vöröses aranyszínt. 1883 júniusában a budapesti Schlick-féle vasgyárból leszállították a vasfüggönyt, júliusban elhelyezték a nézőtéren a Szmollény Nándor és Böhm Antal asztalosok által készített székeket. Augusztusban leszállította a Geschomer cég a bronz csillárt, szeptemberben már gázvilágítási próbát tartottak. A homlokzaton elhelyezték a múzsák szobrait. Steimann Frigyes megnyitotta a színház éttermét.
1883. október 14-én maga Ferenc József osztrák császár, Magyarország apostoli királya nyitotta meg a Szegedi Nemzeti Színházat.

### Az épület leégése után

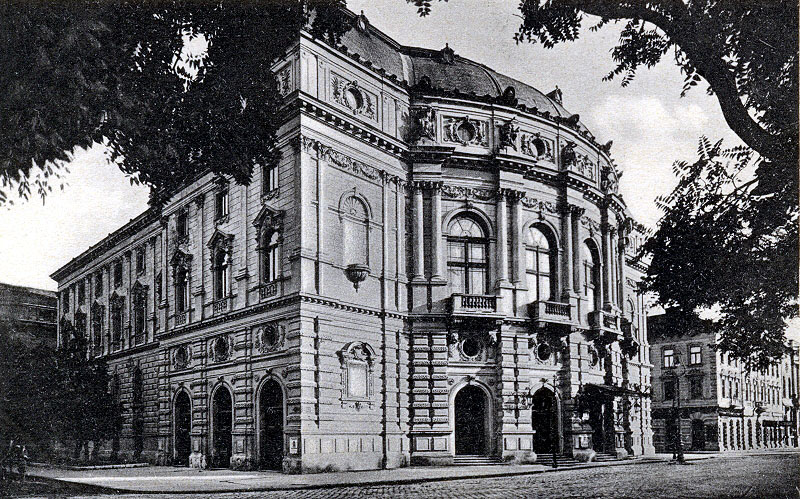
A szegedi Városi Színház, 1926-ban

A Szegedi Nemzeti Színház a megnyitástól számított 18 hónapon belül, 1885. április 22-én leégett, de a város vezetése nagyon hamar intézkedett a helyreállításáról.
A bécsi Fellner & Hellmer cég a korábbi tervet a nagyobb tűzbiztonság érdekében átalakította. Ennek megfelelően a színpad tetőzetét fa helyett vas fedélszékre helyezték. A tetőt megemelték, így az egész épület megjelenése kiérleltebb, gazdagabb lett. Az építkezést újra Jiraszek Nándor és Krausz Lipót vállalkozók végezték. 1886 júniusában már sor került a külső és a belső díszítési munkálatokra. A kárpitos munkát Seifmann Mór és özv. Lengyel Lőrincné kárpitos vállalkozók végezték. A nézőtér mennyezeti pannóit (Udvari muzsika, Paraszttánc, Gyermekmaskara, Zenészek) ezúttal Kern Ármin festette. Az aranyozási munkákat Cott bécsi aranyozó vállalta. A gipszcímer Törtel, bécsi kőfaragó munkáját dicséri. A nézőtér vasszékeit Hyan, berlini gyáros szállította le. A famunkákat Juhász György és Rainer Ferenc asztalosmesterek végezték. A hátsó homlokzaton a Bacchust ábrázoló festés bécsi mesterektől való. A második épülethez a csillárt 1886. augusztus 2-án szállították le, szeptember 27-én már világítási főpróba volt.
Az újjáépített színházat 1886. október 2-án adták át a színházszerető közönségnek.

### Az épület története a 20. században
Az 1886-os megnyitástól számítva éppen 100 évvel később a felújított, rekonstruált színházat adták át a nagyközönségnek 1986. október 4-én. A Szegedi Nemzeti Színház azóta is újra régi pompájában ragyogva, s a modern igényekhez is igazodva szolgálja a színházszerető közönséget.
Sokszor bizony egy rekonstrukció többe kerül, mint egy új épület, ez közismert tény, de az biztos, hogy Szeged város lakói ragaszkodnak régi megszokott épületeikhez, hagyományőrzők, nem is csoda, legalább arra kell vigyázni, ami a Víz után épült, és arra a néhányra is, ami a Víz előttről maradt meg.

## A Kisszínház
A Szegedi Nemzeti Színház Kamaraszínháza a Kisszínház. 1928–29-ben épült ipartestületi székháznak Ottovai István tervei alapján. Homlokzatát a mesterségeket ábrázoló szobrok díszítik. 1977-ben alakították színházteremmé. 2005 májusában felújítva és kibővítve adták át. A bővítéses rekonstrukcióhoz 2001-ben nyert címzett támogatást a városi önkormányzat.

## Bemutatók, művészek
A Szegedi Nemzeti Színháznak a műfajokban mindig széles volt a repertoárja, játszottak prózai színműveket, tragédiákat, vígjátékokat, operákat, operetteket, később musicalt, balettet.
A Szegedi Nemzeti Színháznak számos híres színésze volt, és van most is. Az 1910-es években fellépett itt Fedák Sári, Rátkai Márton, Hegedűs Gyula, a Tanácsköztársaság idején vezette a színtársulatot Juhász Gyula. Később a Szegedi Nemzeti Színház deszkáin bizonyította tehetségét Bilicsi Tivadar, Jávor Pál, Ajtay Andor, Neményi Lili, Páger Antal, Dajka Margit, Rozsos István, Horváth Tivadar, György László, Kádár Flóra. Az opera műfajában voltak kiemelkedő tehetségek: Pataky Kálmán, Simándy József, Komlóssy Erzsébet, Moldován Stefánia, Szalma Ferenc, Gregor József. A színházi zenekar egyik híres karmestere Vaszy Viktor.
Az épület szépsége filmrendezőket is megihletett, forgattak itt színházi jeleneteket berliniek, szentpéterváriak, az Oscar-díjas Szabó István két filmjének – Hanussen (1988) és Zárójelentés (2020) – több epizódja itt játszódik.

## A színház tagjai (2024/2025)
Főigazgató: Barnák László
Zeneigazgató: Dobszay Péter
Üzemeltetési vezető: Póti Bálint
Gazdasági igazgató: Tari Csaba
Művészeti tanács: Tárnoki Márk, Koltai M. Gábor, Fábián Péter

### A drámatagozat színészei
- Ács Petra
- Bánvölgyi Tamás
- Borovics Tamás
- Borsos Beáta
- Csorba Kata
- Fekete Gizi
- Fekete Patrícia
- Gömöri Krisztián
- Jakab Tamás
- Kárász Zénó
- Krausz Gergő
- László Gáspár
- Menczel Andrea
- Molnár Erika
- Ottlik Ádám
- Pálfi Zoltán
- Polák Ferenc
- Poroszlay Kristóf
- Rácz Tibor
- Rédei Roland
- Szegezdi Róbert
- Sziládi Hajna
- Szilágyi Annamária
- Szívós László
- Tánczos Adrienn
- Turi Péter
- Vicei Zsolt

### Operatagozat
- Ferenczy Orsolya
- Herrmann Szabolcs
- Kardos Gábor
- Kónya Krisztina
- Máthé Beáta
- Pál Tamás
- Réti Attila
- Szélpál Szilveszter
- Tötös Roland
- Vajda Júlia
- Zalánki Rita

### Örökös tagok
- Angyal Mária
- Bányász Ilona
- Barta Mária
- Berdál Valéria
- Décsy Györgyi
- Fekete Gizi
- Gregor József
- Gyimesi Kálmán
- Harmath Éva
- Herczeg Zsolt
- Horkits Erzsébet
- Juhász József
- Karikó Teréz
- Király Levente
- Kovács Kornélia
- Mentes József
- Mezey Károly
- Molnár László
- Molnár Zsuzsa
- Nagy László
- Pál Tamás
- Rácz Imre
- Rácz Tibor
- Réti Csaba
- Sándor János
- Somló Gábor
- Sinkó György
- Suvada Aranka
- Szabady István
- Szalatsy István
- Szonda Éva
- Vajda Júlia
- Varga Mátyás

## A színház igazgatói
- Sziklai Jenő (1933–1939)
- Ihász Aladár (1939–1940)
- Kardoss Géza (1940–1942)
- Bánky Róbert (1942–1944)
- Lehotay Árpád (1945–1947)
- Both Béla (1947–1949)
- Horváth Jenő (1949–1950)
- Benkő Miklós (1950–1951)
- Bálint György (1951–1953)
- Csillag Miklós (1953–1955)
- Duka Antalné (1955–1957)
- Vaszy Viktor (1957–1969)
- Lendvai Ferenc (1969–1971)
- Giricz Mátyás (1971–1978)
- Pál Tamás (1978–1982)
- Nagy László (1982–1992)
- Kormos Tibor (1992–1996)
- Nikolényi István (1996–1999)
- Korognai Károly (1999–2003)
- Székhelyi József (2003–2008)
- Gyüdi Sándor (2008–2018)
- Barnák László (2018–)[12]